# Lupe Vélez
María Guadalupe Villalobos Vélez (San Luis Potosí, 18. srpnja 1908. – Glendale, 14. prosinca 1944.), poznatija pod umjetničkim imenom Lupe Vélez, meksička kazališna i filmska glumica, komičarka, plesačica i kabaretistica. Nakon početnog uspjeha u meksičkim vodviljima, obilježila je posljednje desetljeće američkog nijemog filma, a kasnije je svejednako bila uspješna i u hollywoodskim filmovima prve polovice 30-ih godina 20. stoljeća, kao jedna od prvih Latinoamerikanki u Sjedinjenim Državama. Za uspješne suradnje s prestižnim kućama Metro-Goldwyn-Mayer i Paramount Pictures glumila je i sa Stanliom i Oliom, Garyem Cooperom, Shirley Temple, Katharine Hepburn i brojnim drugima.
Bila je poznata kao temperamentna, vatrena, egzotična i »divlja« žena te je javnu sliku o sebi gradila u skladu s latinoameričkim podrijetlom. Bila je stravstvena gledateljica boksačkih borbi i živahna zvijezda na hollywoodskog sceni, uvijek u središtu zbivanja. I gledateljstvo i kritika hvalili su njezine komičarske nastupe, u kojima je uspješno oponašala brojne kolege i zvijezde svoga vremena, od Grete Garbo i Marlene Dietrich preko Dolores del Río i Katharine Hepburn do Shirley Temple i dr.
Bila je u vezama s poznatim glumcima svoga doba, poput Charlija Chaplina, Clarka Gablea, Johnom Gilbertom, Johnnyjem Weissmüllerom, ali i njemačkim književnikom Erichom Mariom Remarqueom te boksačima Jackom Johnsonom i Jackom Dempseyem. Prema kazivanjima nekih novinara, u mjesecima prije smrti nosila je Cooperovo dijete, iako te tvrdnje nikada nisu potvrđene.
Otac pop-arta Andy Warhol snimio je igrani film Lupe (1965.), čija se radnja temelji na događajima u noći njezina samoubojstva, o kojem su isprepletene brojne legende i teorije. Milanski zagonetački tjednik La Settimana Enigmistica posvetio joj je naslovnicu svog prvog broja 1932. godine.

## Vanjske poveznice
- Životopisi i filmografija na mrežnim filmskim projektima Internet Movie Database-u i All Movie-u
- Did Lupe Vélez really drown in the toilet? The Straight Dope (teorije o samoubojstvu ili smrti)